# Stanisław Scierski
Stanisław Scierski (ur. 1939 w Lędzinach, zm. 11 lipca 1983 we Wrocławiu) – aktor Teatru Laboratorium.

## Życiorys
W 1957 roku ukończył Liceum Ogólnokształcące w Bieruniu Starym. Po maturze pracował fizycznie jako czyściciel kotłów na kolei, murarz, gajowy. Od września 1963 do kwietnia 1964 pracował w Zarządzie Powiatowym Związku Młodzieży Wiejskiej w Oleśnie Śląskim.

## Aktor w Teatrze Laboratorium
Scierski w 1964 roku we wrześniu został zatrudniony na stanowisku inspicjenta (formalnie na stanowisku maszynisty) w Teatrze Laboratorium 13 Rzędów. Do Teatru trafił za sprawą Waldemara Krygera, z którym pracował w Studenckim Teatrze Politycznym w Krakowie. Od lutego 1966 roku pracował w Teatrze w charakterze aktora-stażysty.
1970 roku w styczniu Instytut Aktora Teatru Laboratorium we Wrocławiu potwierdził odbycie przez Stanisława Scierskiego czteroletniego, przewidzianego jego statutem szkolenia, co dało podstawę do pełnienia zawodu aktora (bez prawa posługiwania się tytułem aktora poza Teatrem Laboratorium).
Pierwszą rolą teatralną Scierskiego był Don Henryk w II wariancie Księcia Niezłomnego, rolę tę przejął po Gastonie Kuligu.
W 1967 roku wcielił się w role Lei i Heleny w V wariancie Akropolis. W tym też czasie brał udział w próbach do Samuela Zborowskiego, potem Ewangelii, które przeobraziły się w Apocalypsis cum figuris, przy której pełnił też funkcję asystenta reżysera. Stworzył w tym spektaklu niezapomnianą i wybitną postać Jana.
Aktywnie brał udział w realizacji przedsięwzięć parateatralnych w latach 70., w Święcie i Special Project. 2 stycznia 1975 roku Jerzy Grotowski powierzył Scierskiemu funkcję kierownika Laboratorium Spotkań Roboczych. Był to cykl staży parateatralnych prowadzonych w latach 1974–1975 z udziałem młodych, niemających doświadczenia z teatrem instytucjonalnym ludzi.
W czerwcu i lipcu podczas Uniwersytetu Poszukiwań Teatru Narodów prowadził następujące działania: Konsultacje, ćwiczenia, gry i zabawy (od 15 czerwca do 7 lipca, łącznie 490 uczestników), całodobowe Spotkania Robocze (20–21 czerwca, dla 32 uczestników), Ule (29 czerwca, dla 45 uczestników; 30 czerwca, dla 48 uczestników) oraz Special Project (1–2 lipca w Brzezince). Fragmenty prowadzonych przez niego działań zostały sfilmowane przez wrocławską ekipę telewizyjną i wykorzystane w filmie dokumentalnym Elżbiety Sitek i Jarosława Szymkiewicza Teatr nie-teatr (Wrocław 1975).
W kolejnych latach występował w Apocalypsis cum figuris, a także prowadził liczne warsztaty aktorskie i staże.
Wspólnie z zespołem Teatru Laboratorium realizował jeden z ostatnich projektów należących do kultury czynnej Drzewo Ludzi. Wziął także udział w pracach nad ostatnim dziełem scenicznym Teatru Laboratorium Thanatos polski. Inkantacje.
18 czerwca 1983 roku poślubił Danutę Łuczak, która niespełna miesiąc wcześniej (22 maja) urodziła jego córkę Hannę. 11 lipca 1983 roku popełnił samobójstwo, które – jak twierdzi wielu – było spowodowane depresją po faktycznym, choć jeszcze formalnie nieogłoszonym zakończeniu działalności przez Teatr Laboratorium. Wspominany jako niesłychanie wrażliwy, przekraczający wszelkie granice zwykłości i normalności, porównywany do Edwarda Stachury i żywego płomienia, zginął, „gdy wyschła rzeka, w której był rybą”.